# Au-delà du village enchanté
Au-delà du village enchanté est un roman de science-fiction écrit en 1986 par A. E. van Vogt (Canada) et Renato Pestriniero (Italie).

## Résumé
Dans une petite ville du Nouveau-Mexique aux États-Unis, les habitants sont témoins d'étranges phénomènes. 
Ceux-ci semblent liés au lancement prochain d'une mission spatiale vers Mars. 
Ce sera le point de départ d'un conflit interplanétaire entre des extraterrestres et des Martiens qui peuplent la Terre à l'insu des Hommes.